# 끝말잇기

###### 

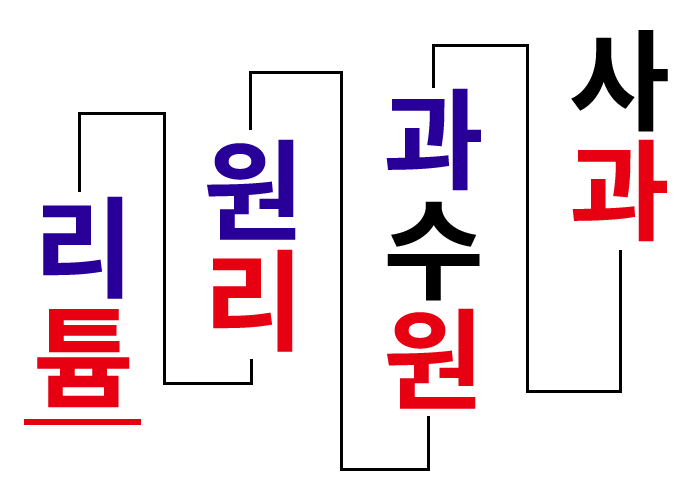

끝말잇기는 명사를 말하면 그 명사 단어의 맨 끝 글자와 같은 글자로 시작하는 명사를 말하는 놀이이다. 같은 판 내에서 한 번 말한 단어나 국어사전에 없는 단어, 고유명사, 한 글자 단어는 말할 수 없다는 기본 규칙이 있다. 그러나 하는 사람들에 따라 이 규칙이 바뀔 수 있다.

## 놀이 방법
일반적으로 아래의 방식을 따른다. 패배 조건은 사용 언어, 혹은 그 외 상황에 따라 다르다. 세부적인 규칙은 놀이 참여자들의 의견에 따라 달라진다. 한 글자짜리 단어는 일반적으로 불가능하다. 일부의 경우, 단어의 뜻을 알고 사용해야 인정되기도 한다.
가장 일반적인 순서는 다음과 같다.
1. 둘 이상의 참가자가 모여 순서를 정한다.
2. 첫 번째 참가자가 단어를 말한다.
3. 다음 참가자가 앞 참가자가 말한 단어의 마지막 글자로 시작하는 단어를 말한다.
4. 3을 반복한다.
5. 마지막 글자로 시작하는 단어를 대답하지 못하는 경우 그  사람이 지게 된다

때에 따라 지목형으로 변형하기도 한다.

### 한국어
한국어 끝말잇기는 앞 참가자가 말한 단어의 마지막 글자로 시작하는 단어를 말한다. 단어를 정해진 시간 내에 말하지 못할 경우, 해당 참가자는 패한다.
한국 내에선 끝말잇기 계가 있으며, 여러 가지 세부 규칙들이 존재한다.
대표적으로 지백룰, 구엜룰, 넶룰, 스타룰 등이 있다.
그중에서 아직까지도 명문을 잇고 있는 것은 구엜룰이며, 대중적으로 하는 끝말잇기와 좀 다르다.
- 한국어는 ㄴ•ㄹ•ㅇ 마지막 글자의 초성인 단어는 많은 반면, ㄴ•ㄹ•ㅇ 이 첫 글자의 초성인 경우는 상당히 드무므로 두음법칙을 사용하기도 한다.

예: 스위스 → 스릴 → 일거리
예: 법도 → 도로 → 노동자
예: 여리 → 이름 → 늠균
선택에 따라 적용하지 않는 경우도 있다.
- 한국어의 동사와 형용사는 다가 마지막 글자인 단어밖에 없으므로, 단조로움을 피하기 위해 쓰지 않는다.단, 동사 말고도 동음어인 단어는 인정해 준다.(예를 들면 이다 같은 단어는 목성의 위성 이름이기 때문에 인정한다.)

예: 강철 → 철검 → 검다 (X)
예: 숭배 → 배달 → 달리다 (X)
예: 습도 → 도리 → 이다 (o) (이다: 주어가 지시하는 대상의 속성이나 부류를 지정하는 뜻을 나타내는 서술격 조사.)
- 띄어쓰기가 들어가는 두 개 이상의 명사로 이루어진 단어는 무한히 만들 수 있으므로 쓰지 않는다. 다만 이 경우에도 책이나 노래 등 창작물의 제목에 한해서 사용할 수 있게 정하기도 한다.

예: 기러기 → 기차역 → 역사 선생님 (X)
- 한 방 단어가 존재한다.[1] 한국어 단어는 마지막 글자 종류보다 첫 글자 종류가 훨씬 적기 때문이다. 또한, 특정한 단어의 마지막 글자로 시작하는 단어가 전혀 없는 경우가 있기 때문이다. 일반적으로, 처음부터 한 방 단어로 시작하면 바로 끝나 놀이가 이어지지를 못 하므로 쓰지 않으며, 놀이 내내 한 방 단어를 금지할 수도 있다. 하지만, 이 경우 끝이 안 나 재미가 반감될 수 있다.

예: 소정 → 정리 → 이리듐
예: 사기 → 기소 → 소듐
예: 고기 → 기부 → 부엌
한방단어들 중에서는 옛말인 말이 많다.
예: 샐러드 → 드레스 → 스믏('스물'의 옛말)
예: 이기적 → 적기 → 기동돓('주춧돌'의 옛말)
- 고유명사나 사람 이름, 사투리, 고어, 신조어, 은어, 외래어는 로컬룰 또는 놀이를 하는 사람들의 합의로 넣거나 뺄 수 있다. 외래어는 한 방 글자가 많아 일반적으로 빼는 경우가 많다.

예: "국어사전에 나오는 단어만 하자.", "표준어만 하자.", "백과사전에 나오는 단어만 하자.", "쓰인 적만 있으면 뭐든지 다 쓰자."
- 한국어의 의성어, 의태어 또한 파생되는 단어가 매우 많으므로 일반적으로 넣지 않는다.

- 시간을 너무 오래 잡으면 참여자들의 놀이 몰입도가 떨어지므로 일반적으로 제한 시간을 잡는다. 15초나 30초가 일반적이다.

#### 알려진 공격단어
- 마지막 글자의 종성이 ㅋ인 대부분의 단어: 부엌, 북녘, 새벽녘, 동녘, 서녘, 남녘 등 , 하지만 녘새발 등은 국어 표준어가 아니니 사용하면 안된다.
- 녘 의 경우 많이 존재하지만, 넠 은 많이 없다. 가장 많이 알려진 넠 으로 끝나는 한방은 발가울넠 이 유명하다.
- 일부 감정류: 기쁨, 슬픔, 아픔 등
- 대부분의 외래어 및 외국어: 네티즌, 오븐 등
- 한글 자음: 대표적으로 지읒, 치읓, 키읔 등
- 그릇 종류: 막그릇, 사기그릇, 국그릇 등 (늣치, 늣하르방 등의 방어단어가 있다.)
- 옛말: 사굠, 믈ㅅ셕, 셕듁화, 기동돓 등
- 렁: 밭두렁,논두렁, 실렁실렁, 츠렁츠렁, 치렁치렁 등 (렁룽링, 렁워트 등의 방어단어가 있다. 하지만끄투리오나 끄투코리아 와 같은 끝말잇기 사이트에서는 이러한 방어단어가 없고 렁 은 한방단어 처리된다.)
- 로켓 시리즈: 이온로켓, 고체로켓, 역추진로켓(끄투리오의 경우 이 로켓의 이름을 따서 '추진' 이라는 이름을 사용하는 유저가 있다.), 기상관측용로켓(이 로켓 이름 또한 사용하는 유저가 있다.) 등 (켓등 등의 방어단어가 있다.)
- 션: 인플레이션, 솔미제이션, 오디션 등 (션보롬, 션단, 션반, 션믈, 션트 등의 방어단어가 있다.)
- 슭: 기슭, 산기슭, 처마기슭, 처맛기슭, 치마기슭, 등 (슭곰 등의 방어단어가 있다. 이때 슭곰발은 "슭곰"과 "발"의 합성어라 사용할 수가 없는 단어이다. 사실상 슭 이 나오면 게임은 끝났다. 슭곰밖에 방어단어가 없는데 곰븨님븨 를 하면 또 븨피 밖에 없다. 피넬 을 하게되면 일반인의 경우 '넬 로 시작하는 단어를 모르거나, 넬슨만델라 또는 넬슨강' 을 생각하는데, 라(나) 이므로 나이오븀으로 끝나고, 강 은 강기슭으로 스택으로 끝난다.)
- 뀌: 산여뀌, 점박이여뀌, 긴화살여뀌, 등 (뀌고둥, 뀌미, 뀌염지, 뀌들기 등의 방어단어가 있다.)
- 셕: 믈ㅅ셕, 곡셕 등 (셕류황, 셕하, 셕듁화 등의 방어단어가 존재한다.)
- 좃: 가렛좃 등 (좃겨 등의 방어단어가 있다.)

### 영어
영어로 끝말잇기는 word chain game 또는 last and first이다.
영어 끝말잇기는 앞 참가자가 말한 단어의 마지막 글자, 혹은 음절로 시작하는 단어를 말한다. 단어를 정해진 시간 내에 말하지 못할 경우, 해당 참가자는 패한다.
- 품사[3]의 구별없이 단어를 제시할 수 있다.

예: tank(명사) →kick(동사) → know(동사) → wheel(명사)
- 동사의 경우 변형형을 사용할 수 없다. 단 Be 동사의 변형형 “was”, “is” 및 불규칙 동사 변형 등은 허용한다.

예: kick → kicked (X)
예: sing → swiss → sung (O)
- life같이 마지막 발음이 묵음인 경우, 그 앞의 발음을 나타내는 글자를 쓸 수 있다.

예: life → function

#### 변형
- 영어는 특정 글자로 시작하는 단어가 매우 많으므로 끝나지 않아, 끝 두 글자 또는 세 글자를 이어 하는 경우도 있다.

예: kebab → abbreviation
예: sensation → ionic
- 영어는 특정 글자로 시작하는 단어가 매우 많으므로 끝나지 않아, 단어의 주제를 정하고 진행하는 경우도 있다. 이 경우 워드 체인(word chain)이라고 부른다.

예: (음식이 주제) soup → peach → ham → marshmallow
(현재 알려진 가장 긴 영어 단어는 45글자이다.)
-> Pneumonoultramicroscopicsilicovolcanoniosis

### 중국어
중국어의 경우 끝말잇기는 대체로 한어 병음으로 한다.
- i, u는 각각 y, w로 바꿀 수 있다.
  - 期(qī)->一(Yī)
- 합의 하에 성조 다른 것을 쓸 수 있다.
  - 和(hé)->二(èr)

### 일본어
일본의 끝말잇기는 시리토리(しりとり 시리토리[*])라고 한다. 마지막 글자, 혹은 음절로 시작하는 단어를 말한다. 가타카나, 히라가나는 구별하지 않는다. ん으로 시작하는 단어는 없기 때문에, ん으로 끝나는 단어를 말한 참가자는 패배한다.
- 합의 하에 탁음, 청음을 구분하지 않기도 한다.

예: スープ → ふろ
예: さと → ドア
- 장음, 촉음, 요음의 경우 합의 하에, 글자로 잇거나, 음절로 잇거나, 둘로 모두 이을 수 있다.

| 예: うんてんしゃ | → やま   |
|                  | → シャツ |

| 예: ミキサー | → さくら |
|              | → あき   |

- 합의 하에 같은 발음이 여러 한자가 있으면 중복 언급을 허용하기도 한다.

예: 巣(す) → 酢(す)

### 러시아어
- 끝말잇기와 같은 방식으로 단어를 이어 나가는 "이그라 브 슬로바"(러시아어: Игра в слова, 말마디 놀이라는 뜻)라는 러시아어 놀이가 있다. 연음부호인 ь는 무시한다.

예: Прага → Астрахань → Нью-Йорк → Казань → Нижний Новгород

### 남슬라브어
- 칼로돈트(Kalodont)라는 남슬라브어군 끝말잇기가 있다. 일본어 끝말잇기와 비슷한 형식으로, 'ka'로 끝나는 단어를 피하는 것이 게임의 목적이다. 'ka'로 끝나는 단어는 상당히 많은 반면, 'ka'로 끝나는 단어를 말하면 상대방이 "Kalodont"라고 하는데, 이때 'nt'로 시작하는 단어는 없기 때문에 지게 된다.

## 같이 보기
- 쿵쿵따
- 두음법칙
- 끄투

시과